# Garcinia myrtifolia
Garcinia myrtifolia är en tvåhjärtbladig växtart som beskrevs av Albert Charles Smith. Garcinia myrtifolia ingår i släktet Garcinia och familjen Clusiaceae. Inga underarter finns listade i Catalogue of Life.